# Gucci Mane

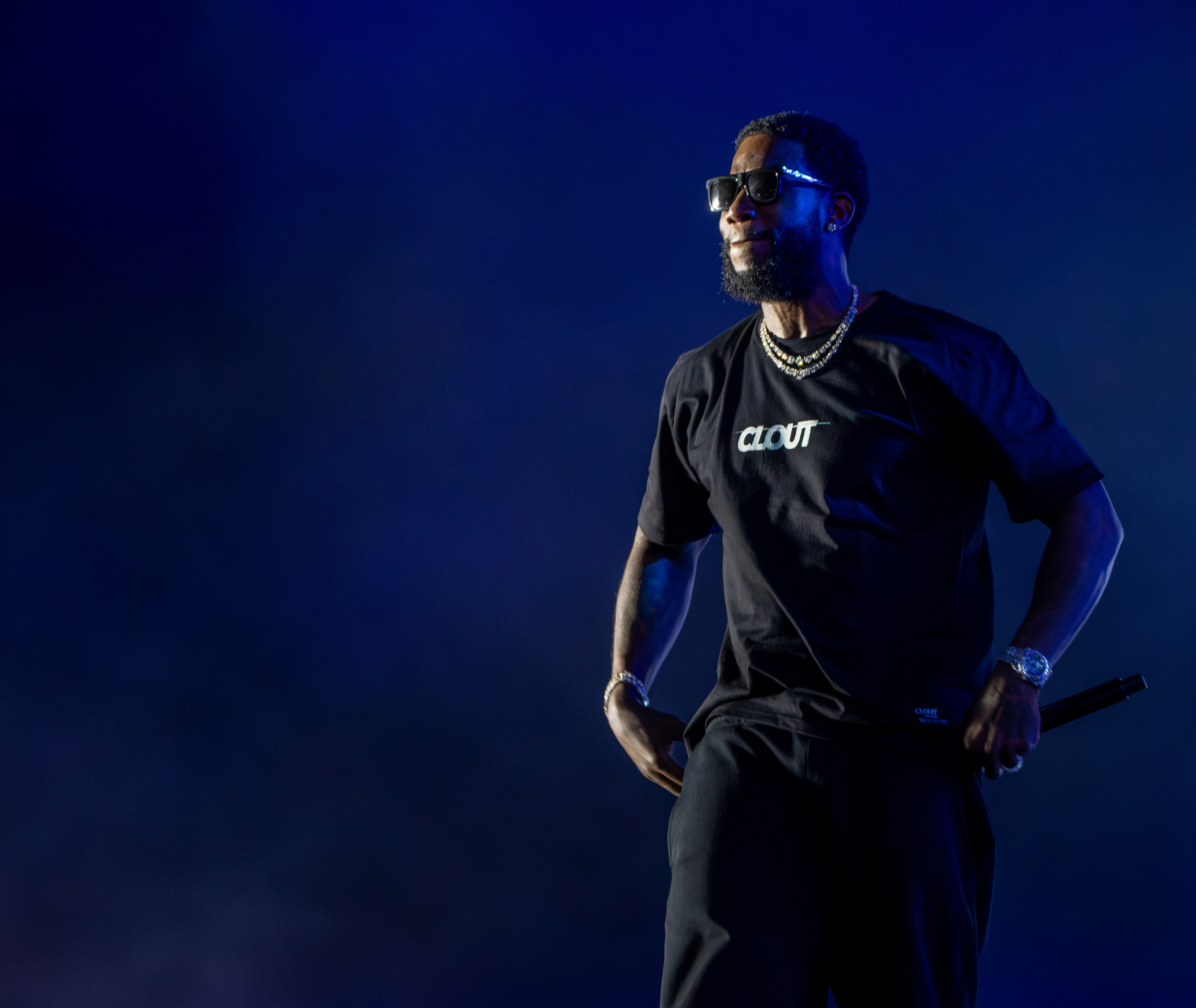
Gucci Mane (2024)

Radric Davis (* 12. Februar 1980 in Bessemer, Alabama), bekannt unter dem Pseudonym Gucci Mane, ist ein US-amerikanischer Rapper sowie CEO und Gründer des Musiklabels 1017 Eskimo Records (ehemals 1017 Brick Squad, davor So Icey Entertainment). Derzeit steht er auch u. a. bei Atlantic Records unter Vertrag. Am 8. November 2017 verlängerte er seinen Vertrag für zehn Millionen US-Dollar.

## Leben
Davis wuchs in Birmingham im US-Bundesstaat Alabama auf, schrieb schon im Kindesalter Gedichte und fing im Alter von 14 Jahren an zu rappen. Als Jugendlicher zog Davis zusammen mit seiner Mutter nach Atlanta im US-Bundesstaat Georgia.
Im April 2001 wurde Davis wegen Besitzes von Kokain angeklagt und zu 90 Tagen Haftstrafe verurteilt. Im Mai 2005 wurde Davis in seinem Haus von einer Gruppe Einbrechern attackiert und erschoss einen der Männer. Die Leiche des Einbrechers wurde später in der Nähe einer Schule gefunden. Davis stellte sich der Polizei und sagte aus, dass er in Notwehr gehandelt habe. Er wurde wegen Mordes angeklagt. Ende Januar 2006 wurde die Anklage mangels Beweisen fallengelassen.
Radrics musikalische Karriere begann im Jahr 2005, als eine Plattenfirma auf seine lokal veröffentlichte Single Black Tee aufmerksam wurde und ihm einen Vertrag anbot. Radric veröffentlichte noch im selben Jahr sein Debüt-Album Trap House welches Platz 1 in den Heatseeker Charts erreichte, jedoch den Einzug in die Top 100 der offiziellen Charts verfehlte. Auf Trap House befindet sich unter anderem die Hit-Single Icy mit Rapper Young Jeezy. Ein Streit über die Liedrechte sorgte später für eine Auseinandersetzung zwischen den beiden Musikern.
Ein Jahr nach Trap House folgte sein zweites Album Hard to Kill, das unter anderem die Hit-Single Freaky Gurl enthält und Platz 12 auf den Hot Rap Tracks, Platz 19 auf den Hot R&B/Hip-Hop Songs, und Platz 62 in den Hot 100 erreicht.
2007 veröffentlichte Davis sein drittes Album Back to the Trap House, das den offiziellen Remix der Hit-Single Freaky Gurl mit Gastauftritten von Ludacris und Lil’ Kim enthält. Gucci Mane erscheint auf einigen Werken und veröffentlichte verschiedene Mixtapes. Im Mai 2009 wurde Davis von Warner Bros. Records unter Vertrag genommen.
2008 wurde Davis aufgrund von Verstößen gegen die Bewährungsauflagen verhaftet, da er nur 25 der 600 vorgeschriebenen Sozialstunden abgeschlossen hatte. Er wurde inhaftiert und erst im Mai 2010 entlassen.
2009 erschien er unter anderem auf dem Remix von Boom Boom Pow der Gruppe Black Eyed Peas, auf dem Song Obsessed von Mariah Carey und 5 Star Chick von Yo Gotti (Gucci Mane hatte im Jahr 2009 insgesamt 17 Gastauftritte). Mane veröffentlichte außerdem 2009 das Album The State vs. Radric Davis, dessen Titel eine Anspielung auf seine zahlreichen Konflikte mit dem Gesetz darstellt. Auf dem Album befindet sich die Single Wasted mit Plies, die sich zuvor auf seinem Mixtape Writing on the Wall befand, die Single erreichte Platz 36 auf den Hot 100 und Platz 3 in den Hot R&B/Hip-Hop Charts und ist somit seine bisher erfolgreichste Single.
Nach seiner Entlassung aus dem Gefängnis kündigte Mane an, dass er den Labelnamen von So Icey Entertainment zu 1017 Brick Squad Records ändern würde. Im September 2010 veröffentlichte er das Album The Appeal: Georgias Most Wanted.
Im November 2010 wurde Davis wegen Fahrens auf der falschen Straßenseite, Überfahren einer roten Ampel, Sachbeschädigung, Nichtmitführens eines Führerscheins und Behinderung des Verkehrs verhaftet.
2011 veröffentlichte Gucci Mane seine zehnte EP The Return of Mr. Zone 6, welche größtenteils von Drumma Boy produziert wurde. Die EP erreichte Platz 18 der Billboard-200-Charts und ist somit seine höchst platzierte EP. Sein Album erreichte Platz 2 der Rap Album-Charts und Platz 8 auf den R&b/Hip-Hop Album-Charts. Im August erschien das erste Kollaborations-Album Ferrari Boyz mit Waka Flocka Flame, die erste Single des Albums trägt den Titel She Be Puttin On, das Album selber erreichte Platz 21 der Billboard 200 Charts. Im September 2011 wurde er wegen zweifacher Körperverletzung und Erregung öffentlichen Ärgernisses zu 6 Monaten Haftstrafe verurteilt, im Dezember 2011 wieder entlassen. Im selben Monat wurde das Album BAYTL mit V-Nasty veröffentlicht. Drei Tage nach der Veröffentlichung von BAYTL war ein Musikvideo zum Track Push Ups mit dem Rapper Slim Dunkin geplant, jedoch kam Slim Dunkin noch vor den Dreharbeiten durch Pistolenschüsse eines unbekannten Täters ums Leben.
Im Februar 2012 veröffentlichte Gucci Mane das Mixtape Trap Back, auf welchem Gastauftritte von Yo Gotti, Rocko, Waka Flocka Flame, Jadakiss, 2 Chainz und Future beigesteuert wurden. Im Mai 2012 erschien sein nächstes Mixtape I’m Up, im Oktober das Mixtape Trap God. Gucci Mane hatte außerdem zwei Gastauftritte auf Waka Flocka Flame’s Mixtape Salute Me or Shoot Me 4. Im Februar 2013 veröffentlichte Gucci Mane das nächste Mixtape Trap God 2, Ende März die Mixtapes Free Bricks 2 mit Young Scooter, Trap Back 2 und EastAtlantaMemphis mit Young Dolph.
Im Mai 2013 wurde sein nächstes Studioalbum Trap House III veröffentlicht, der dritte und letzte Teil seiner Trap-House-Serie. Zehn Tage nach Trap House III wurde ein weiteres Album mit dem Namen Mr. GuWop angekündigt, eine Besonderheit des Albums ist der Gastauftritt von Shock Rock und Gucci Manes Freund Marilyn Manson, der auch zur Musikrichtung des Albums beigetragen haben soll. 2013 hatte Gucci Mane sein Debüt als Schauspieler im Film Spring Breakers, außerdem wirkte er zusammen mit seinem Kollegen Rocko im Film The Spot als Schauspieler mit.
Im März 2013 wurde Davis inhaftiert, nachdem er einen Fan mit einer Flasche angegriffen hatte. Wenig später sagte ein weiterer Zeuge aus, dass Davis ihm ins Gesicht geschlagen habe. Im April wurde Davis wegen Körperverletzung vom Gericht für schuldig befunden. Er bezahlte $75.000 Kaution, doch wurde er vier Tage später aufgrund von Verstößen gegen die Bewährungsauflagen erneut inhaftiert und erst drei Wochen später am 2. Mai 2013 entlassen. Im September 2013 wurde Davis wegen Beamtenbeleidigung, Mitführen einer versteckten Waffe und Besitz von Marihuana verhaftet.
Im September 2013 wurde Gucci Manes Vertrag mit Atlantic Records gekündigt, nachdem er über Twitter zahlreiche Musiker beleidigt hatte. Im selben Monat wurde das Mixtape Diary Of A Trap God veröffentlicht. Das 23 Tracks umfassende Mixtape enthält unter anderem die Single Nuthing on ya mit Wiz Khalifa sowie weitere Gastauftritte unter anderem von E-40 und Tyga.
Am 15. Dezember 2016 veröffentlichte Gucci Mane in Zusammenarbeit mit Drake Both. Im Juni 2017 wurde bekanntgegeben, dass die Single Platin-Status erreicht hat. Dies ist auch gleichzeitig die erste Platin-Auszeichnung für Gucci Mane.
2018 arbeitete Mane mit dem deutschen DJ Felix Jaehn sowie dem US-amerikanischen R&B-Sänger Marc E. Bassy zusammen, wobei das Stück Cool hervorging. Das Lied wurde als offizielle Singleauskopplung auf Jaehns Debütalbum I veröffentlicht. Es erschien als Einzeldownload am 9. Februar 2018.

## Diskografie
Studioalben

| Jahr | Titel Musiklabel                                             | Höchstplatzierung, Gesamtwochen, AuszeichnungChartplatzierungen (Jahr, Titel, Musiklabel, Platzierungen, Wochen, Auszeichnungen, Anmerkungen) | Höchstplatzierung, Gesamtwochen, AuszeichnungChartplatzierungen (Jahr, Titel, Musiklabel, Platzierungen, Wochen, Auszeichnungen, Anmerkungen) | Höchstplatzierung, Gesamtwochen, AuszeichnungChartplatzierungen (Jahr, Titel, Musiklabel, Platzierungen, Wochen, Auszeichnungen, Anmerkungen) | Höchstplatzierung, Gesamtwochen, AuszeichnungChartplatzierungen (Jahr, Titel, Musiklabel, Platzierungen, Wochen, Auszeichnungen, Anmerkungen) | Höchstplatzierung, Gesamtwochen, AuszeichnungChartplatzierungen (Jahr, Titel, Musiklabel, Platzierungen, Wochen, Auszeichnungen, Anmerkungen) | Anmerkungen                                                  |
| Jahr | Titel Musiklabel                                             | DE | AT | CH | UK | US | Anmerkungen                                                  |
| ---- | ------------------------------------------------------------ | --- | --- | --- | --- | --- | ------------------------------------------------------------ |
| 2005 | Trap House Big Cat Records                                   | — | — | — | — | US101 (7 Wo.)US | Erstveröffentlichung: 24. Mai 2005                           |
| 2006 | Hard to Kill Big Cat Records                                 | — | — | — | — | US76 (2 Wo.)US | Erstveröffentlichung: 24. Oktober 2006                       |
| 2007 | Trap-A-Thon Big Cat Records                                  | — | — | — | — | US69 (4 Wo.)US | Erstveröffentlichung: 25. September 2007                     |
| 2007 | Back to the Trap House Atlantic Records (WMG)                | — | — | — | — | US57 (12 Wo.)US | Erstveröffentlichung: 11. Dezember 2007                      |
| 2009 | Murder Was the Case Big Cat Records                          | — | — | — | — | US23 (6 Wo.)US | Erstveröffentlichung: 5. Mai 2009                            |
| 2009 | The State vs. Radric Davis Warner Bros. Records (WMG)        | — | — | — | — | US10 Platin · (26 Wo.)US | Erstveröffentlichung: 8. Dezember 2009 Verkäufe: + 1.000.000 |
| 2010 | The Appeal: Georgia’s Most Wanted Warner Bros. Records (WMG) | — | — | — | — | US4 (7 Wo.)US | Erstveröffentlichung: 28. September 2010                     |
| 2011 | The Return of Mr. Zone 6 Warner Bros. Records (WMG)          | — | — | — | — | US18 (5 Wo.)US | Erstveröffentlichung: 22. März 2011                          |
| 2016 | Everybody Looking Atlantic Records (WMG)                     | — | — | — | — | US2 Gold · (16 Wo.)US | Erstveröffentlichung: 22. Juli 2016                          |
| 2016 | The Return of East Atlanta Santa Atlantic Records (WMG)      | — | — | — | — | US16 (27 Wo.)US | Erstveröffentlichung: 16. Dezember 2016 Verkäufe: + 500.000  |
| 2017 | Mr. Davis Atlantic Records (WMG)                             | — | — | — | UK77 (1 Wo.)UK | US2 Platin · (34 Wo.)US | Erstveröffentlichung: 13. Oktober 2017 Verkäufe: + 1.007.500 |
| 2017 | El Gato: The Human Glacier Atlantic Records (WMG)            | — | — | — | — | US28 (3 Wo.)US | Erstveröffentlichung: 22. Dezember 2017                      |
| 2018 | Evil Genius Atlantic Records (WMG)                           | — | — | — | — | US5 Platin · (20 Wo.)US | Erstveröffentlichung: 7. Dezember 2018 Verkäufe: + 1.000.000 |
| 2019 | Delusions of Grandeur Atlantic Records (WMG)                 | — | — | CH94 (1 Wo.)CH | — | US7 (5 Wo.)US | Erstveröffentlichung: 21. Juni 2019                          |
| 2019 | Woptober II Atlantic Records (WMG)                           | — | — | — | — | US9 (6 Wo.)US | Erstveröffentlichung: 18. Oktober 2019                       |
| 2019 | East Atlanta Santa 3 Atlantic Records (WMG)                  | — | — | — | — | US68 (1 Wo.)US | Erstveröffentlichung: 20. Dezember 2019                      |
| 2021 | Ice Daddy Atlantic Records (WMG)                             | — | — | — | — | US34 (2 Wo.)US | Erstveröffentlichung: 18. Juni 2021                          |
| 2023 | Breath of Fresh Air Atlantic Records (WMG)                   | — | — | — | — | US141 (1 Wo.)US | Erstveröffentlichung: 17. Oktober 2023                       |

## Filmografie
- 2012: Spring Breakers